# Frederickus
Frederickus es un género de arañas araneomorfas de la familia Linyphiidae. Se encuentra en Norteamérica.

## Lista de especies
Según The World Spider Catalog 12.0:
- Frederickus coylei Paquin, Duperre, Buckle & Crawford, 2008
- Frederickus wilburi (Levi & Levi, 1955)